# العلاقات السنغافورية المصرية
العلاقات السنغافورية المصرية هي العلاقات الثنائية التي تجمع بين سنغافورة ومصر.

## مقارنة بين البلدين
هذه مقارنة عامة ومرجعية للدولتين:
| وجه المقارنة                                              | سنغافورة                                                             | مصر           |
| --------------------------------------------------------- | -------------------------------------------------------------------- | ------------- |
| المساحة (كم2)                                             | 719                                                                  | 1.01 مليون    |
| عدد السكان (نسمة)                                         | 5.89 مليون                                                           | 94.80 مليون   |
| الكثافة السكانية (ن./كم²)                                 | 819.19 ألف                                                           | 93.86         |
| العاصمة                                                   | سنغافورة                                                             | القاهرة       |
| اللغة الرسمية                                             | لغة إنجليزية، اللغة الملايو، اللغة الصينية القياسية، اللغة التاميلية | اللغة العربية |
| العملة                                                    | دولار سنغافوري                                                       | جنيه مصري     |
| الناتج المحلي الإجمالي (بليون دولار)                      | 323.91 مليار                                                         | 235.37 مليار  |
| الناتج المحلي الإجمالي (تعادل القوة الشرائية) بليون دولار | 472.59 مليار                                                         | 998.67 مليار  |
| الناتج المحلي الإجمالي الاسمي للفرد دولار أمريكي          | 52.89 ألف                                                            | 3.61 ألف      |
| الناتج المحلي الإجمالي للفرد دولار أمريكي                 | 82.76 ألف                                                            |               |
| مؤشر التنمية البشرية                                      | 0.925                                                                | 0.690         |
| رمز المكالمات الدولي                                      | +65                                                                  | +20           |
| رمز الإنترنت                                              | .sg                                                                  | .eg، .مصر     |
| المنطقة الزمنية                                           | ت ع م+08:00، توقيت سنغافورة المنسق ‏                                  | ت ع م+02:00   |

## منظمات دولية مشتركة
يشترك البلدان في عضوية مجموعة من المنظمات الدولية، منها:
| علم المنظمة | اسم المنظمة                               | تاريخ انضمام سنغافورة | تاريخ انضمام مصر |
| ----------- | ----------------------------------------- | --------------------- | ---------------- |
|             | مؤسسة التنمية الدولية                     | 27 سبتمبر 2002        | 26 أكتوبر 1960   |
|             | يونسكو                                    | 8 أكتوبر 2007         | 22 يناير 1947    |
|             | وكالة ضمان الاستثمار متعدد الأطراف        | 24 فبراير 1998        | 12 أبريل 1988    |
|             | الأمم المتحدة                             | 21 سبتمبر 1965        | 24 أكتوبر 1945   |
|             | الاتحاد البريدي العالمي                   | ?                     | ?                |
|             | البنك الدولي للإنشاء والتعمير             | 3 أغسطس 1966          | 27 ديسمبر 1945   |
|             | المنظمة الهيدروغرافية الدولية             | ?                     | 21 يونيو 1921    |
|             | الاتحاد الدولي للاتصالات                  | 22 أكتوبر 1965        | 9 ديسمبر 1876    |
|             | مؤسسة التمويل الدولية                     | 4 سبتمبر 1968         | 20 يوليو 1956    |
|             | المركز الدولي لتسوية المنازعات الاستشارية | 13 نوفمبر 1968        | 2 يونيو 1972     |
|             | منظمة التجارة العالمية                    | ?                     | 30 يونيو 1995    |
|             | منظمة الشرطة الجنائية الدولية             | ?                     | 7 سبتمبر 1923    |

## وصلات خارجية
- موقع وزارة الخارجية السنغافورية
- موقع وزارة الخارجية المصرية